# 洛斯塞罗斯德帕哈
洛斯塞罗斯德帕哈是巴拿马埃雷拉省洛斯波索斯区的一个城市，2010年是人口为896。 该市2000年时人口为1,075，1990年时人口为877。